# Circuito di Montichiari
Il Circuito di Montichiari (anche noto come Circuito della Fascia d'oro e, nella stampa d'epoca, Circuito di Brescia) fu un circuito stradale, sede della prima edizione del Gran Premio d'Italia nel 1921 e di altre corse automobilistiche e motociclistiche nel 1923.

## Storia

### Il Circuito di Brescia
Nel 1899 e nel 1900 la città di Brescia ospitò alcune giornate dedicate all'automobilismo e al motociclismo che culminarono con una gara su un percorso stradale di circa 220 km toccante le città di Cremona, di Mantova e di Verona. Il successo delle due iniziative spinse il comitato organizzatore dell'Esposizione Bresciana del 1904 a indire una settimana automobilistica in contemporanea alla manifestazione che si tenne in Castello: anche quest'evento culminò con una gara su circuito stradale passante per Cremona, Mantova e Montichiari, lungo circa 185 km e percorso due volte. L'anno seguente si tenne un'altra edizione della "Settimana di Brescia" all'interno della quale ci fu la prima edizione della Coppa Florio: il circuito – lungo 167 km circa, perché privato del passaggio a Mantova – fu percorso tre volte.
Nel 1907 si tenne la seconda edizione della Coppa Florio su un circuito di 61 km percorso otto volte. Fu la prima finanziata dall'Automobile Club di Milano e fu proprio il club milanese che, di fronte al mancato versamento delle quote di competenza dei commercianti bresciani, decise di spostare l'edizione 1908 della Coppa a Bologna. Nel 1909, Montichiari fu sede di un circuito aereo, mentre l'edizione della Coppa Florio che si sarebbe dovuta tenere a Bologna fu annullata e fu sospesa per alcuni anni. Nel 1913 e nel 1914, la giunta municipale Cuzzetti cercò di attivarsi per ripristinare le gare automobilistiche di Brescia, ma non si raccolsero contributi sufficienti a concludere le iniziative.

### Le gare del 1921

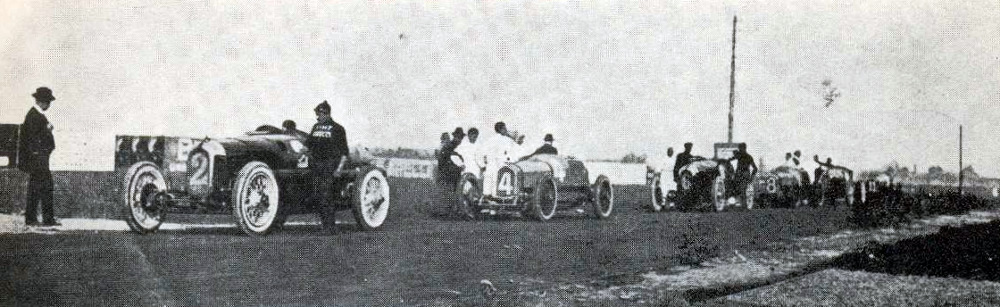
La partenza del primo Gran Premio d'Italia

Nell'autunno 1920, l'Automobil Club milanese manifestò l'intenzione di ripristinare la Coppa Florio e di organizzare un Gran Premio, sullo stile di quello francese, su un circuito da tenere a Brescia. Il 3 dicembre si tenne una riunione nella città cidnea per istituire il comitato organizzatore, mentre il 18 dicembre, la riunione a Bruxelles dell'Associazione Internazionale degli Automobil Club Riconosciuti (AIACR) stabilì il calendario delle gare automobilistiche per il 1921: il Gran Premio d'Italia si sarebbe tenuto il 4 settembre, seguito nei giorni successivi da quello Vetturette e da quello Gentlemen. In contemporanea, si sarebbe tenuta anche la seconda edizione del circuito aereo sul percorso Montichiari-Ghedi-Castenedolo-Montichiari.
All'inizio del 1921, il comitato organizzatore si incontrò più volte con il rappresentante dell'Automobil Club milanese, Arturo Mercanti. Il circuito sarebbe stato più breve di quello del 1907, sviluppandosi lungo un triangolo di strade fra Montichiari e la località detta della Fascia d'Oro per una lunghezza complessiva di 17,3 km. Il comune monteclarense si impegnò a costruire una strada, l'attuale via Guglielmo Marconi, all'esterno dell'abitato, mentre la Deputazione Fossati finanziò la costruzione di due curve di raccordo, entrambe progettate dall'ingegnere Vittorio Cinque: una a forma parabolica presso la Fascia d'Oro, mentre la seconda all'incrocio fra la provinciale per Ghedi e quella per Calvisano.
Il programma delle gare si svolse su un arco di nove giorni. Il 4 settembre si tenne il Gran Premio d'Italia: una gara riservata alle vetture da 3000 cm³ secondo la normativa AIACR. Il circuito fu percorso per trenta giri con una lunghezza complessiva della gara di circa 519 km. La gara assegnò anche la Coppa Florio, giunta alla quinta edizione, e fu vinta dal francese Jules Goux, affiancato dal meccanico Rafael Leboucq, alla guida di una Ballot. L'8 settembre si tenne il Gran Premio Vetturette, su venti giri per circa 350 km, dove trionfò la Bugatti: le Tipo 13 arrivarono ai primi quattro posti della gara, vinta da Ernest Friderich. Sabato 10 settembre si tennero le gare motociclistiche: la gara della 1000 cm³ fu vinta dalla Harley Davidson di Malvisi, quella della 750 cm³ da Castagna su Indian, mentre Acerboni su Frera vinse per le 500 cm³ e Garanzini su Verus quella delle 350 cm³. Il Gran Premio Gentlemen si tenne domenica 11, per le categorie B, C e D, e lunedì 12, per le più piccole vetture della categoria A. Conelli su Diatto vinse per quest'ultima, mentre Massetti su Mercedes vinse quella per le categorie B, C e D.
L'unico incidente rilevante nel corso della settimana automobilistica fu di Enzo Ferrari, che avrebbe dovuto partecipare alla gara Gentlemen. Venerdì 9, mentre percorreva la provinciale Ghedi-Montichiari con la sua Alfa Romeo, investì una vacca. La vettura uscì di strada ribaltandosi, mentre Ferrari e il meccanico Fugazzi sbalzarono all'esterno. Furono portati all'ospedale monteclarense dove furono dimessi poco dopo in quanto non riportarono ferite gravi. In precedenza, gli organizzatori del circuito avevano chiesto ai partecipanti che le prove di venerdì fossero effettuate lungo il rettilineo della Fascia d'Oro, per consentire l'uso della provinciale Ghedi-Montichiari ai contadini che si recarono al mercato monteclarense, ma Ferrari disattese la richiesta.

### Le gare del 1923
Nel 1922, con la decisione dell'Automobil Club milanese di spostare la nuova edizione del Gran Premio a Monza su un circuito costruito appositamente, quello di Montichiari non fu utilizzato da alcuna gara.
Nel 1923, il comitato organizzatore bresciano si riattivò per utilizzare il circuito in occasione di alcuni eventi come la terza edizione del Gran Premio Vetturette e una gara riservata a tre categorie di vetture: da 2000 cm³, da 3000 cm³ e oltre 3000 cm³. Si decise di spostare gli eventi a fine giugno, in occasione della festività nazionale di san Pietro: il 29 giugno si tenne infatti il Gran Premio Vetturette, in cui fu assegnata la "Coppa del Re", e le gare motociclistiche delle categorie 1000 cm³ e 500 cm³. Domenica 1º luglio si tenne invece il Gran Premio Vetture, dove al vincitore dell'assoluto fu assegnata la "Coppa del Presidente del Consiglio".
Il percorso del 1923 coincise con quello del 1921, sebbene la lunghezza ufficiale salì a 17,4 km: i lavori di preparazione, con la stesura del filo spinato e la cilindratura delle strade, iniziarono nei primi giorni di giugno, mentre l'inaugurazione si tenne giovedì 21. La chiusura al pubblico delle strade avvenne da lunedì 25 giugno a domenica 1º luglio nelle ore riservate alle prove e alle gare.
La gara per il Gran Premio Vetturette si svolse su trenta giri per una lunghezza complessiva di 522 km: fu vinta da Umberto Cagno su Fiat. La gara delle motociclette da 1000 cm³ fu vinta da Damiano Rogai su Harley Davidson, mentre quella da 500 cm³ da Romeo Sambri su Borgo. La gara del Gran Premio Vetture si svolse su trentacinque giri del circuito per una lunghezza di circa 609 km. La gara assoluta fu vinta da Carlo Masetti su Bugatti a 2000 cm³, mentre la categoria riservata alle 3000 cm³ fu vinta da Giulio Masetti su Alfa Romeo, che giunse secondo nell'assoluta. Nessuna vettura della categoria oltre 3000 cm³ arrivò al traguardo.
Nonostante le speranze del comitato organizzatore, non si tennero altre gare sul circuito negli anni seguenti. Nel 1926 si costituì l'Automobil Club di Brescia che organizzò la Mille Miglia a partire dall'anno seguente.

### Rievocazioni storiche
Nel 2018 e nel 2021 si tennero alcune rievocazioni a cura dell'associazione Historic Racing Club Fascia d'Oro.

## Descrizione del circuito

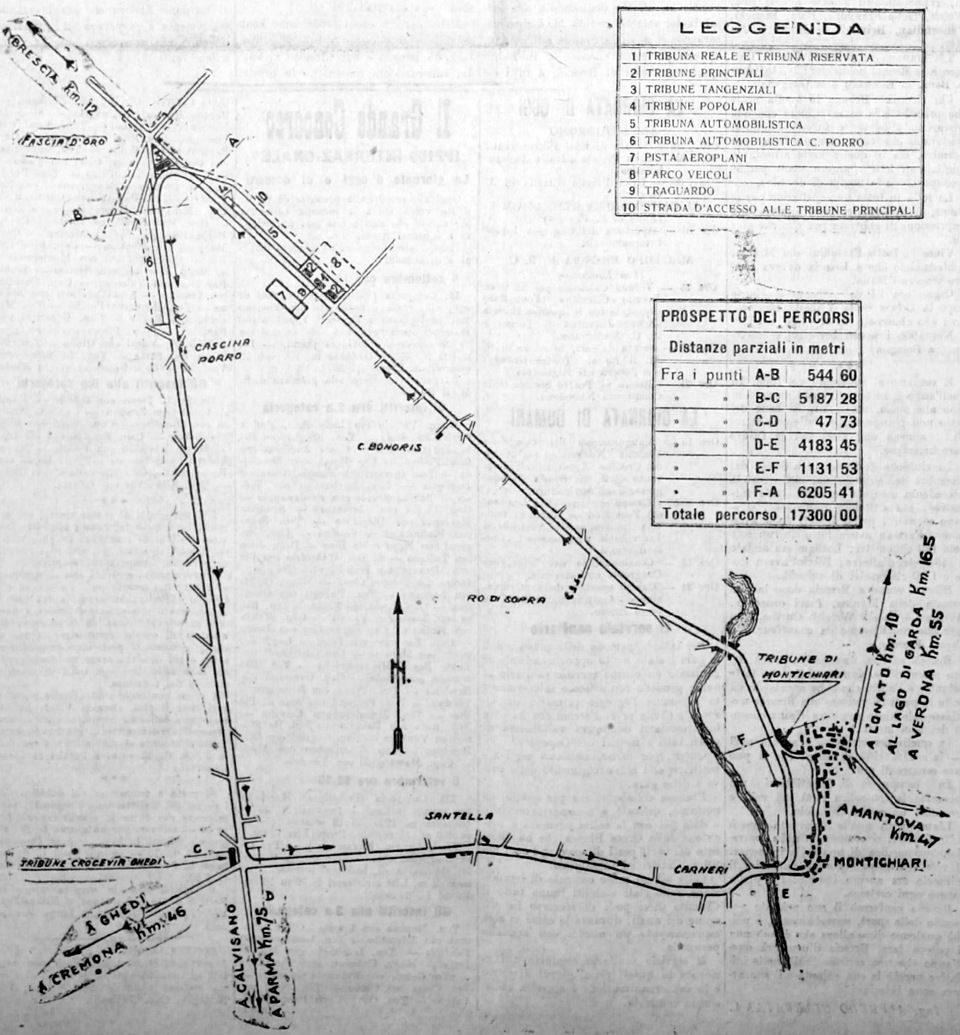
Il circuito di Montichiari nel 1921 secondo una stampa dell'epoca

Il circuito si snodava in senso antiorario lungo tre strade: l'attuale provinciale SP BS 236 (Brescia-Mantova) tra Montichiari e la località Fascia d'Oro, la provinciale 37 (Fascia d'oro-Calvisano), tra l'immissione sulla precedente e l'incrocio con l'attuale provinciale SP BS 668 Lenese (Orzinuovi-Montichiari-Lonato), e quest'ultima dall'incrocio con la provinciale 37 fino a Montichiari. Per questioni di sicurezza, le tre strade furono raccordate tra loro da curve e carrabili costruite appositamente: alla Fascia d'Oro fu costruita una curva di 544,60 m a forma parabolica, mentre sull'incrocio fra la provinciale per Calvisano e la Ghedi-Montichiari ne fu costruita un'altra lunga 47,73 m. A Montichiari, il paese fu aggirato costruendo un'apposita strada che fu inizialmente denominata via del Circuito.
Il punto di partenza e di arrivo furono fissate presso la località Fascia d'oro sul rettilineo della Brescia-Mantova. Oltre alla tribuna d'onore ce ne furono altre presso la curva parabolica della Fascia d'Oro, quella dell'incrocio fra le provinciali per Calvisano e la Ghedi-Montichiari e una all'ingresso di Montichiari.
Al 2022 quasi tutte le strade utilizzate dal circuito sono attive e aperte al pubblico. La provinciale Fascia d'Oro-Calvisano è stata deviata a ovest per la presenza dell'aeroporto di Brescia-Montichiari.

## Risultati

### 1921
Risultati tratti da:
- La classifica ufficiale, in La Provincia di Brescia, 9 settembre 1921,  p. 2.
- La corsa motociclistica, in La Provincia di Brescia, 11 settembre 1921,  p. 1.
- Le ultime due giornate auto-aeree, in La Provincia di Brescia, 13 settembre 1921,  3-4.

#### Gran premio vetturette
| Pos. | N. | Pilota            | Vettura         | Tempo    |
| ---- | -- | ----------------- | --------------- | -------- |
| 1    | 13 | Ernest Friderich  | Bugatti Tipo 13 | 2h59'18" |
| 2    | 3  | Pierre De Vizcaya | Bugatti Tipo 13 | 3h0'55"  |
| 3    | 10 | Michele Baccoli   | Bugatti Tipo 13 | 3h6'47"  |
| 4    | 7  | Piero Marco       | Bugatti Tipo 13 | 3h8'42"  |
| 5    | 1  | Ferdinando Minoia | OM              | 3h13'50" |

#### Gran premio gentlemen - Categoria A
| Pos. | N. | Pilota    | Vettura        | Tempo    |
| ---- | -- | --------- | -------------- | -------- |
| 1    | 5  | Conelli   | Diatto-Bugatti | 3h10'12" |
| 2    | 7  | Danieli   | OM             | 3h16'28" |
| 3    | 8  | Iliprandi | OM             | 3h22'10" |
| 4    | 2  | Desio     | OM             | 3h50'00" |
| Ret  | 10 | Gambetti  | Buriani        |          |

#### Gran premio gentlemen - Categorie B, C, D
| Pos. | N. | Pilota                  | Vettura          | Tempo    |
| ---- | -- | ----------------------- | ---------------- | -------- |
| 1    | 1  | Carlo Masetti           | Mercedes         | 3h44'15" |
| 2    | 23 | Saccomanni              | Ceirano          | 4h00'38" |
| 3    | 2  | Maria Antonietta Avanzo | Alfa Romeo       | 4h02'28" |
| 4    | 14 | Alfieri Maserati        | Isotta Fraschini | 4h13'18" |
| Ret  | 11 | Giuseppe Campari        | Alfa Romeo       |          |

#### Corsa motociclistica - 350 cm³
Gara svoltasi su tredici giri del circuito.
| Pos. | N. | Pilota         | Motocicletta | Tempo    |
| ---- | -- | -------------- | ------------ | -------- |
| 1    | 40 | Garanzini      | Verus        | 2h51'30" |
| 2    | 49 | Rampini        | AJS          | 3h04'10" |
| 3    | 43 | Davide Gambini | Douglas      | 3h20'14" |

#### Corsa motociclistica - 500 cm³
Gara svoltasi su diciotto giri del circuito.
| Pos. | N. | Pilota          | Motocicletta | Tempo    |
| ---- | -- | --------------- | ------------ | -------- |
| 1    | 24 | Acerboni        | Frera        | 3h40'08" |
| 2    | 36 | Giuseppe Gilera | Gilera       | 3h47'13" |
| 3    | 37 | Pietro Opessi   | Triumph      | 3h51'44" |

#### Corsa motociclistica - 750 cm³
Gara svoltasi su diciotto giri del circuito.
| Pos. | N. | Pilota       | Motocicletta | Tempo    |
| ---- | -- | ------------ | ------------ | -------- |
| 1    | 20 | Castagno     | Indian       | 3h30'55" |
| 2    | 15 | Augusto Rava | Indian       | 3h54'54" |

#### Corsa motociclistica - 1000 cm³
Gara svoltasi su diciotto giri del circuito.
| Pos. | N. | Pilota         | Motocicletta    | Tempo    |
| ---- | -- | -------------- | --------------- | -------- |
| 1    | 9  | Oreste Malvisi | Harley Davidson | 2h54'09" |
| 2    | 10 | Faraglia       | Harley Davidson | 2h57'45" |
| 3    | 3  | Ruggeri        | Indian          | 2h58'50" |

### 1923
Risultati tratti da:
- Le superbe vittorie di Cagno, Rogai e Sambri R., in La Provincia di Brescia, 30 giugno 1923,  1-2.
- La severa selezione. Le classifiche, in La Provincia di Brescia, 3 luglio 1923,  p. 2.

#### Gran premio vetturette
| Pos. | N. | Pilota        | Vettura   | Tempo    |
| ---- | -- | ------------- | --------- | -------- |
| 1    | 3  | Umberto Cagno | Fiat      | 4h2'16"  |
| 2    | 9  | Enzo Lenti    | Bugatti   | 4h36'56" |
| 3    | 15 | Marconcini    | Chiribiri | 4h41'24" |

#### Gran premio Vetture (2000 cm³)
| Pos. | N. | Pilota        | Vettura         | Tempo    |
| ---- | -- | ------------- | --------------- | -------- |
| 1    | 6  | Carlo Masetti | Bugatti         | 5h3'22"  |
| 2    | 4  | Capelli       | Bianchi Tipo 18 | 5h23'54" |
| 3    | 2  | Robietti      | Bianchi Tipo 18 | 5h37'43" |

#### Gran premio Vetture (3000 cm³)
| Pos. | N. | Pilota         | Vettura    | Tempo    |
| ---- | -- | -------------- | ---------- | -------- |
| 1    | 13 | Giulio Masetti | Alfa Romeo | 5h17'15" |

#### Corsa motociclistica - 500 cm³
| Pos. | N. | Pilota          | Motocicletta | Tempo    |
| ---- | -- | --------------- | ------------ | -------- |
| 1    | 43 | Romeo Sambri    | Borgo        | 3h8'18"  |
| 2    | 36 | Battioni        | Bottioni     | 3h19'27" |
| 3    | 28 | Lelio Pistarini | Norton       | 3h20'15" |

#### Corsa motociclistica - 1000 cm³
| Pos. | N. | Pilota         | Motocicletta    | Tempo    |
| ---- | -- | -------------- | --------------- | -------- |
| 1    | 9  | Damiano Rogai  | Harley Davidson | 2h33'28" |
| 2    | 8  | Oreste Malvisi | Harley Davidson | 2h33'40" |
| 3    | 15 | Faraglia       | Harley Davidson | 2h36'27" |